# 北九州市立美術館

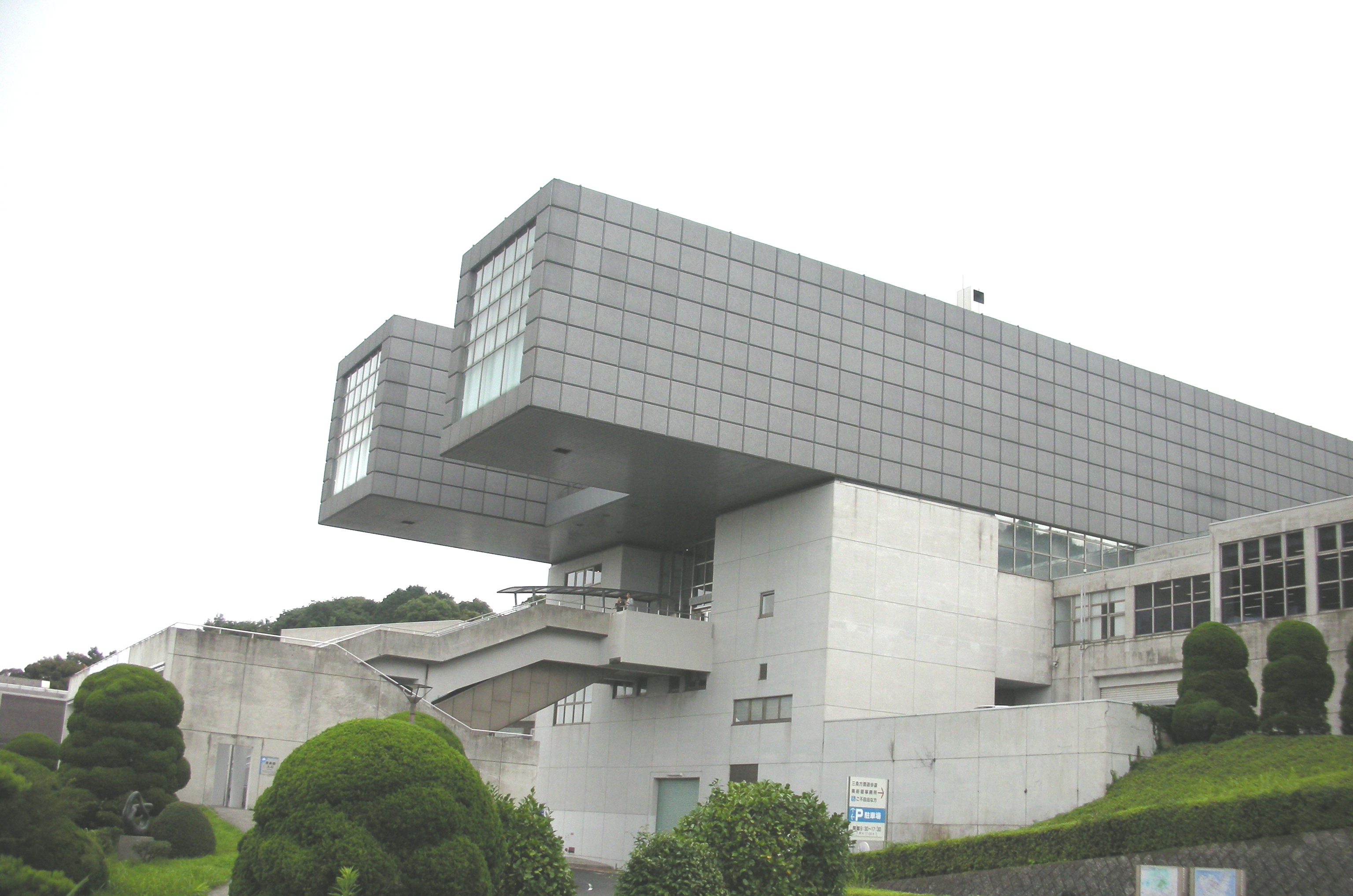
北九州市立美術館

北九州市立美術館（日语：きたきゅうしゅうしりつびじゅつかん）是位於日本北九州市的一座美術館。北九州市立美術館的本館位於戶畑區，分館位於小倉北區。

## 简介
1974年11月3日建成开馆，由日本建築家磯崎新設計。磯崎新以大教堂为灵感进行设计。两个大型体量以悬臂结构构成外观，采用对称布局。因其外观，该建筑被昵称为“山丘上的双筒望远镜”。入口大厅为三层挑高空间。主要收藏印象派至现代艺术作品。此外，九州大学国文学者田村专一的约1300件浮世绘收藏品，在其去世后被一次性捐赠。
1988年该建筑被選入日本的公共建築百選。2006年上映的真人电影《死亡笔记》中，美术馆场景的内部被用于拍摄。2012年11月，为拍摄次年上映的电影《图书馆战争》，该馆进行了外景拍摄。
2015年8月，北九州市立美術館暫時休館，進行維護。2017年11月3日，美術館重新開業。

## 主要收藏作品
自开馆以来，该馆积极购买作品以扩充馆藏。尤其是在绘画价格飙升的泡沫经济时期之后，该馆主要以价格相对较低的当代艺术年轻艺术家的作品为中心进行收藏。虽然其中不乏评价尚未确定的作品，但也有如草间弥生和弗朗切斯科·克莱门特等，其作品在购入后评价显著提升的艺术家。以375万日元购入的巴斯奎特的《消防员》，目前估计价值约100亿日元。
- 歌川广重 《玉屋内白菊》
- 歌川芳艳 《东京日本橋风景》
- 克劳德·莫奈 《睡莲，柳树的倒影》（1916年 - 1919年）
- 皮埃尔-奥古斯特·雷诺阿 《戴麦秆帽子的女人》（1880年）
- 埃德加·德加 《马奈与马奈夫人像》（1868年 - 1869年）
- 岸田刘生 《自画像》（1913年）
- 万铁五郎 《躺着的人》（1923年）
- 海老原喜之助 《造船的人》（1954年）
- 让-米歇尔·巴斯奎特 《消防员》（1983年）
- 弗兰克·斯特拉 《八幡工厂》（1993年）
- 川俣正 《罗斯福岛计划——24》（1993年）

## 外部連結
- 北九州市立美術館 公式サイト （页面存档备份，存于）
- 北九州市立美术馆的X账号
- 北九州市立美术馆的Instagram账号